# Zalesie (powiat sokólski)
Zalesie – wieś w Polsce położona w województwie podlaskim, w powiecie sokólskim, w gminie Sidra.
Do 1954 roku miejscowość była siedzibą gminy Zalesie. W latach 1975–1998 miejscowość należała administracyjnie do województwa białostockiego.
We wsi znajduje się kościół, będący siedzibą parafii rzymskokatolickiej pw. Najświętszej Maryi Panny Pocieszenia, należącej do dekanatu Dąbrowa Białostocka diecezji białostockiej.

## Zabytki
- układ przestrzenny wsi, XVI-XIX, nr rej.:415 z 15.05.1978
- kościół pod wezwaniem MB Pocieszenia, 1622, 1858, nr rej.:A-49 z 7.11.1966
- przykościelny cmentarz rzymskokatolicki, nr rej.:719 z 29.12.1988[6].

## Urodzeni w Zalesiu
Uładzisłau Kazłouski (1896-1943) – białoruski działacz narodowy i oświatowy, poeta.